# Виктор Франкенштейн (фильм)
«Виктор Франкенштейн» (англ. Victor Frankenstein) — американский драматический фильм ужасов режиссёра Пола Макгигана. Сценарий фильма был написан Максом Лэндисом, основанный на романе английской писательницы Мэри Шелли «Франкенштейн, или Современный Прометей», выпущенном в 1818 году. В фильме снялись Джеймс Макэвой в роли молодого учёного Виктора Франкенштейна и Дэниел Редклифф в роли его помощника Игоря.
История рассказывается от лица Игоря. В фильме показываются его дружба с молодым учёным Виктором фон Франкенштейном, а также становление Франкенштейна как человека-легенды.

## Сюжет
В викторианской Англии студент-медик Виктор Франкенштейн помогает безымянному горбуну провести экстренную хирургическую операцию по спасению упавшей цирковой акробатки Лорелеи. Впечатленный врачебными способностями горбуна и шокированный тем, как с ним обращаются в цирке, Виктор спасает его. Он приводит юношу к себе домой и выясняет, что у него на спине не настоящий горб, а огромный гнойный мешок, вызванный многолетним абсцессом. Виктор дренирует его, а затем надевает на уже бывшего горбуна спинной корсет, чтобы он мог стоять прямо. Он даёт ему имя Игорь Штрауссман в честь своего недавно умершего соседа.
Игорь и Виктор становятся партнёрами в экспериментах по оживлению трупов, параллельно Игорь учится жить в человеческом обществе. Вскоре он снова встречает Лорелею, которая уволилась из цирка, и между ними начинается роман.
В качестве первого эксперимента Виктор и Игорь создают биомеханического шимпанзе Гордона и представляют его потенциальному инвестору, мистеру Финнегану. Хотя существо впадает в неожиданную ярость и едва не нападает на Лорелею, Финнеган оказывается впечатлён и заказывает у героев новый эксперимент: создание искусственного человека. Игорю эта идея не нравится, так как история с Гордоном заставила его несколько изменить своё отношение к их исследованиям. Однако Виктор решается, и они приступают к созданию схем своего гуманоида.
Через некоторое время делом начинает интересоваться религиозный полицейский инспектор Родерик Терпин, который видит в экспериментах Франкенштейна грех. А Игорь узнаёт, что Виктор начал всё это под влиянием жестокого случая из детства: его брат Генри случайно погиб под завалом снега по вине Виктора, и тот решил найти способ воскресить его.
Игорь узнаёт, что Финнеган собирается после окончания эксперимента убить Франкенштейна, а монстра сделать оружием. Игорь и Лорелея вместе спешат в горную лабораторию Виктора, который уже готовится оживлять Прометея. Туда же прибывает и Терпин, которого полиция отправила в отпуск за "фанатизм", но это не заставило его отказаться от преследования. Он пытается арестовать Франкенштейна, как вдруг оба видят, что молния сработала, и Прометей действительно ожил. Виктор пытается поговорить с ним, думая, что оживил брата, но сразу понимает, что эксперимент провалился: Прометей ожил без сознания и дара речи. Шокированный Терпин, который до этого молчал, стреляет в монстра, отчего тот впадает в ярость и убивает Терпина. Виктор и подоспевший Игорь видят единственный выход: убивают своё творение, пронзив два его сердца.
Проходит время. Игорь продолжает отношения с Лорелеей и получает письмо от Виктора, который уехал в Шотландию. В письме он благодарит Игоря за дружбу, называет его своим «величайшим творением» и сообщает, что намерен продолжать свои эксперименты.

## В ролях
| Актёр                  | Роль                                              |
| ---------------------- | ------------------------------------------------- |
| Дэниел Рэдклифф        | Игорь Штрауссман (помощник Виктора Франкенштейна) |
| Джеймс Макэвой         | Виктор Франкенштейн                               |
| Джессика Браун Финдлэй | Лорелея                                           |
| Эндрю Скотт            | Родерик Терпин                                    |
| Чарльз Дэнс            | отец Виктора                                      |
| Фредди Фокс            | Финнеган                                          |
| Марк Гэтисс            | Деттвейлер                                        |
| Каллум Тёрнер          | Алистер                                           |
| Дэниэл Мейс            | Барнаби                                           |
| Бронсон Уэбб           | Рэфферти                                          |
| Валин Кейн             | миссис Уинсроп                                    |
| Спенсер Уайлдинг       | Прометей (Чудовище Франкенштейна)                 |

## Производство
Проект был объявлен кинокомпанией «20th Century Fox» в 2011 году вместе с объявлением о назначении Макса Лэндиса на пост сценариста фильма. В сентябре 2012 года было объявлено о присоединении Пола Макгигана в качестве режиссёра фильма. Также Дэниел Редклифф начал месячные переговоры о съёмках в картине и официально получил роль помощника безумного учёного Игоря в марте 2013 года. Спустя несколько месяцев, в июле, к фильму присоединился Джеймс Макэвой как исполнитель роли Виктора фон Франкенштейна, а в сентябре — Джессика Браун Финдлэй как исполнительница роли Лорелей.
В октябре 2013 года дата выхода фильма была перенесена с 17 октября 2014 года на 16 января 2015 года. В марте этого же года дата снова была перенесена на 2 октября 2015 года. Съёмки проходили в основном в Великобритании на студиях «Longcross» и «Twickenham Film Studios», а также «Chatham Historic Dockyard». Основные съёмки начались 25 ноября 2013 года и завершились 20 марта 2014 года.
Фильм считается американским, поскольку производством занималась американская студия. Однако, почти вся съёмочная группа, начиная режиссёром и заканчивая композитором, состояла из британцев (кроме оператора-немца), почти все актёры были британцами, съёмки (и натурные и студийные) велись в Великобритании.

## Прокат
Мировая премьера фильма состоялась 10 ноября 2015 года в Нью-Йорке, фильм вышел в прокат в Индонезии, США и Франции 25 ноября 2015 года, в Аргентине, России и Сингапуре — 26 ноября 2015 года, в Великобритании, Ираке и Казахстане — 3 декабря 2015 года.